# Grijze muskaatduif
De grijze muskaatduif (Ducula concinna) is een vogel uit de familie der Columbidae (Duiven en tortelduiven).

## Verspreiding en leefgebied
Deze soort komt voor op de zuidelijke Molukken en de Kleine Soenda-eilanden.